# Brigi és Brúnó
A Brigi és Brúnó 2022 és 2023 között vetített magyar televíziós szitkom, a francia Un gars, une fille (Egy srác, egy lány)  című sorozat magyar adaptációja. A rendezői Herendi Gábor és Ipacs Gergely. A főszerepben Szabó Győző és Oroszlán Szonja láthatók. A 2002 és 2004 között vetített Szeret, nem szeret című sorozat folytatása.
Az első epizódját 2022. október 17-én mutatta be a Viasat 3.

## Ismertető
A történet egy pár, Brigi és Brúnó hétköznapjait mutatja be rövid, néhány perces jelenetekkel. A jelenetek során a nézők a házastársak mindennapos problémáiba nyerhetnek bepillantást, mint például a gyerekvállalás kérdése, a munkahelyi problémák, a pénzügyi gondok, a féltékenység vagy éppen a férfi-női különbségek.

## Szereplők

### Főszereplők
| Név      | Színész         | Leírás          | Évad |
| -------- | --------------- | --------------- | ---- |
| Brigitta | Oroszlán Szonja | Brúnó felesége. | 1–2. |
| Brúnó    | Szabó Győző     | Brigi férje.    | 1–2. |

### Mellékszereplők
| Név                   | Színész                                           | Leírás                                    | Évad |
| --------------------- | ------------------------------------------------- | ----------------------------------------- | ---- |
| Dani                  | Fehérvári Péter (1. évad) Pásztor Tibor (2. évad) | Egy pár, Brigi és Brúnó barátai.          | 1–2. |
| Lili                  | Sarbó Kata                                        | Egy pár, Brigi és Brúnó barátai.          | 1–2. |
| Róbert                | Papp János                                        | Brúnó apja.                               | 1–2. |
| Melinda               | Tolnai Klára                                      | Róbert új barátnője.                      | 1–2. |
| Dóra                  | Ténai Petra                                       | Brúnó főnöke.                             | 1–2. |
| Brigi anyja           | Fabó Györgyi (1. évad) Lukácsy Katalin (2. évad)  | Brigi anyja.                              | 1–2. |
| Anakin Zeusz Napóleon | Dudás Dániel Bagi Sándor Dominik                  | Brúnó féltestvére, Róbert és Melinda fia. | 2.   |

## Epizódok
| Évad | Évad | Részek száma | Részek száma | Eredeti sugárzás  | Eredeti sugárzás   | Eredeti adó |
| Évad | Évad | Részek száma | Részek száma | Évadbemutató      | Évadzáró           | Eredeti adó |
| ---- | ---- | ------------ | ------------ | ----------------- | ------------------ | ----------- |
|      | 1.   | 60           | 60           | 2022. október 17. | 2022. november 15. |             |
|      | 2.   | 45           | 45           | 2023. március 6.  | 2023. április 17.  |             |

## Érdekességek
- Az eredeti sorozatból több színész nem tért vissza a folytatásra és új színészek vették át a helyüket.

- Régi színészek:

- Balsai Móni – Melinda
- Bárd Noémi Polli – Lili
- Epres Attila – Andris
- Horváth Ákos – Dani
- Makrai Pál – Róbert
- Simon Aladár – pszichológus
- Várnagy Katalin – Brigi anyja